# Кампрудон
Кампрудон (Catalan pronunciation: [kəmpɾuˈðon] ; від Camp Rodó «Кругле поле», зрештою від латинської Campus Rotundus) — невелике містечко в комарці Рипульєс в Жироні, Каталонія, Іспанія, розташоване в Піренеях, поблизу французького кордону.

## Історія
Поселення Кампродон було засновано в 1118 році, коли Рамон Беренгер III дозволив побудувати ринок біля монастиря Сант-Пере-де-Кампродон, який розташований на території сучасного міста. У 1252 році Кампродон отримав титул королівського міста і вийшов з-під юрисдикції абата Сант-Пере.

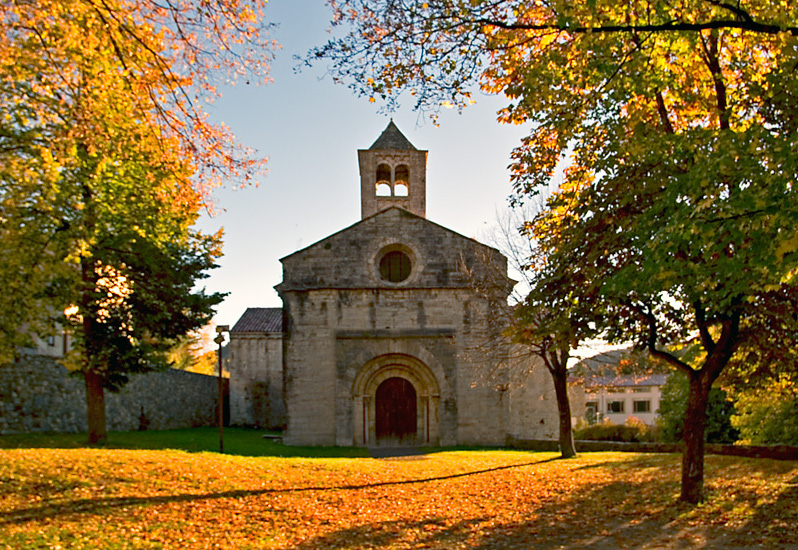
Сант-Пере-де-Кампродон

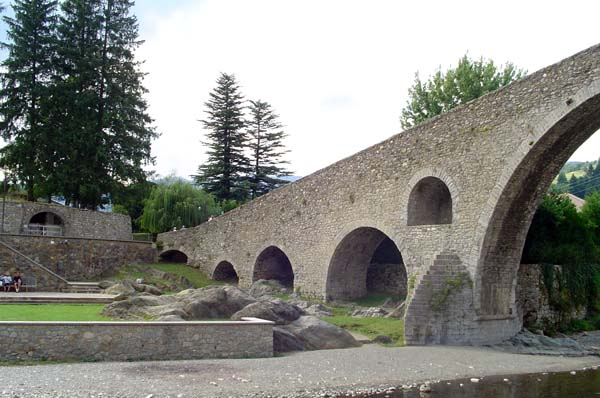
Пон Ноу де Кампродон

Місто відзначає свято Святого Патларі (Палладія з Ембруна), і церква Санта-Марія-де-Кампродон претендує на його мощі, які лежать у релікварії 14-го століття (arqueta de Sant Patllari).
Епіцентр Каталонського землетрусу 1428 року, який забрав життя сотень людей, знаходився поблизу Кампродона. Землетрус був пов'язаний з активною системою розломів Амер - Брюгент, яка лежить на південний схід від Кампродона.

## Відомі люди
- Це батьківщина музиканта Ісаака Альбеніса, тут є музей, присвячений йому.
- Там народився лижний альпініст Марк Сола Пасторет[9].